# Simonne Creyf
 (avril 2025).
Simonne Blondé-Creyf, née le 24 mai 1946 à Bruges et morte le 8 mars 2025 à Kessel-Lo, est une femme politique belge flamande, membre du CD&V.

## Biographie
Simonne Creyf est titulaire d'une licence en sciences pédagogiques. Elle fut chef du service d'étude du KAV.

## Décoration
- Officier de l'ordre de Léopold

## Fonctions politiques
- Membre du Conseil de la Région Bruxelles-capitale du 18 juin 1989 au 21 mai 1995.
- Sénatrice du 24 novembre 1991 au 21 mai 1995.
- Membre du Conseil flamand (1992-1995).
- Député fédéral du 21 mai 1995 au 2 mai 2007.